# Монтефуско
Монтефуско (итал. Montefusco) — коммуна в Италии, располагается в регионе Кампания, в провинции Авеллино.
Население составляет 1406 человек, плотность населения составляет 175,75 чел./км². Занимает площадь 8 км². Почтовый индекс — 83030. Телефонный код — 0825.
Считается, что коммуне покровительствуют святые Шипы тернового венца Христа-Спасителя. Покровителем коммуны также почитается святитель Мартин Турский, празднование 11 ноября.